# Morti nel 986
| Questa pagina contiene informazioni ricavate automaticamente dalle voci biografiche con l'ausilio del template Bio e di un bot. L'aggiornamento è periodico e automatico e ricostruisce completamente la pagina. Se manca una persona in questa lista, sei pregato di non aggiungerla, ma accertati piuttosto che la sua voce biografica contenga il template Bio e che i dati anagrafici siano correttamente compilati. Se il template Bio manca, inseriscilo tu stesso o, in alternativa, metti l'avviso {{tmp\|Bio}} che ne segnala la mancanza. Se i dati riportati sono sbagliati, correggi direttamente la voce biografica; le modifiche saranno visibili in questa lista entro pochi giorni. Per chiarimenti vedi il progetto biografie. La lista contiene solo le 11 persone che sono citate nell'enciclopedia e per le quali è stato implementato correttamente il template Bio. Pagina aggiornata al 13 gen 2025. |

- 2 gennaio - Ugo di Blois, arcivescovo francese
- 2 marzo - Lotario di Francia, sovrano francese (n. 941)
- 22 maggio - Bovo di Voghera, cavaliere medievale francese
- 25 maggio - Abd al-Rahmān al-Sūfi, astronomo persiano (n. 903)
- 2 giugno - Abdisho I bar Aqre, vescovo cristiano orientale siro
- Cadwallon ab Ieuaf, re
- Indravarman IV, re
- Lotario II di Walbeck, nobile tedesco
- Mstivoj, sovrano obodrita
- Elvira Ramírez, religiosa
- Styrbjörn Starke, principe norrena